# Papilionaceae
Papilionaceae is een botanische naam voor een familie van tweezaadlobbige planten. Het is een beschrijvende plantennaam en ze betekent: "vlinderbloemigen". Een familie onder deze naam wordt af en toe erkend door systemen van plantentaxonomie, zoals het Wettstein-systeem (1935), alwaar de familie geplaatst werd in de orde Rosales.
Het is ook toegestaan een dergelijke familie de naam Fabaceae te geven, zoals in het Cronquist-systeem (1981). Die naam kan echter ook gebruikt worden als alternatief voor de naam Leguminosae.
Het gaat om dezelfde groep planten die vaak behandeld wordt in de rang van onderfamilie, onder de naam Papilionoideae (in de familie Leguminosae) of Faboideae (in de familie Fabaceae).
Het gaat om een heel grote groep van ruim meer dan tienduizend soorten, meest kruidachtige planten, maar ook bomen, struiken en lianen.